# Jean Vion de Samoëns
Jean de Vion de Samoëns (Savoia, ... – ...; fl. XV secolo) è stato uno scultore e incisore italiano, ricordato principalmente per le sue opere su supporti lignei.

## Biografia
Le notizie sulla vita di Jean Vion de Samoëns sono molto povere. Di lui si è riusciti a dedurre la provenienza e il periodo nel quale fu attivo.
L'impresa costruttiva più importante alla quale prese parte fu la scultura, insieme a Jean de Chetro, degli stalli del coro della Cattedrale di Aosta tra il 1465 e il 1470 circa. Nel Museo del tesoro della cattedrale di Aosta si conserva sulla fiancata di uno stallo il suo ritratto (assieme ad un'omologa fiancata con quello di Jean de Chetro) del quale si riconosce la fisionomia incisa, assieme al suo nome.
In passato si era anche ipotizzato che fosse l'autore delle mensole scolpite presenti nel soffitto della cosiddetta "sala delle teste" nel Castello Sarriod de la Tour; tali intagli presentano infatti una particolare affinità stilistica con le "misericordie" (sostegni posti nella parte esterna dei sedili ai quali ci si può appoggiare quando il sedile è rialzato) degli stalli della cattedrale. Analisi dendrocronologiche delle travi del soffitto hanno consentito di datare gli intagli intorno al 1432; è verosimile ritenere che esse siano state realizzate da un atelier valdostano nel quale, all'altezza di tali anni, Jean Vion avrebbe potuto condurre il suo apprendistato.

## Opere

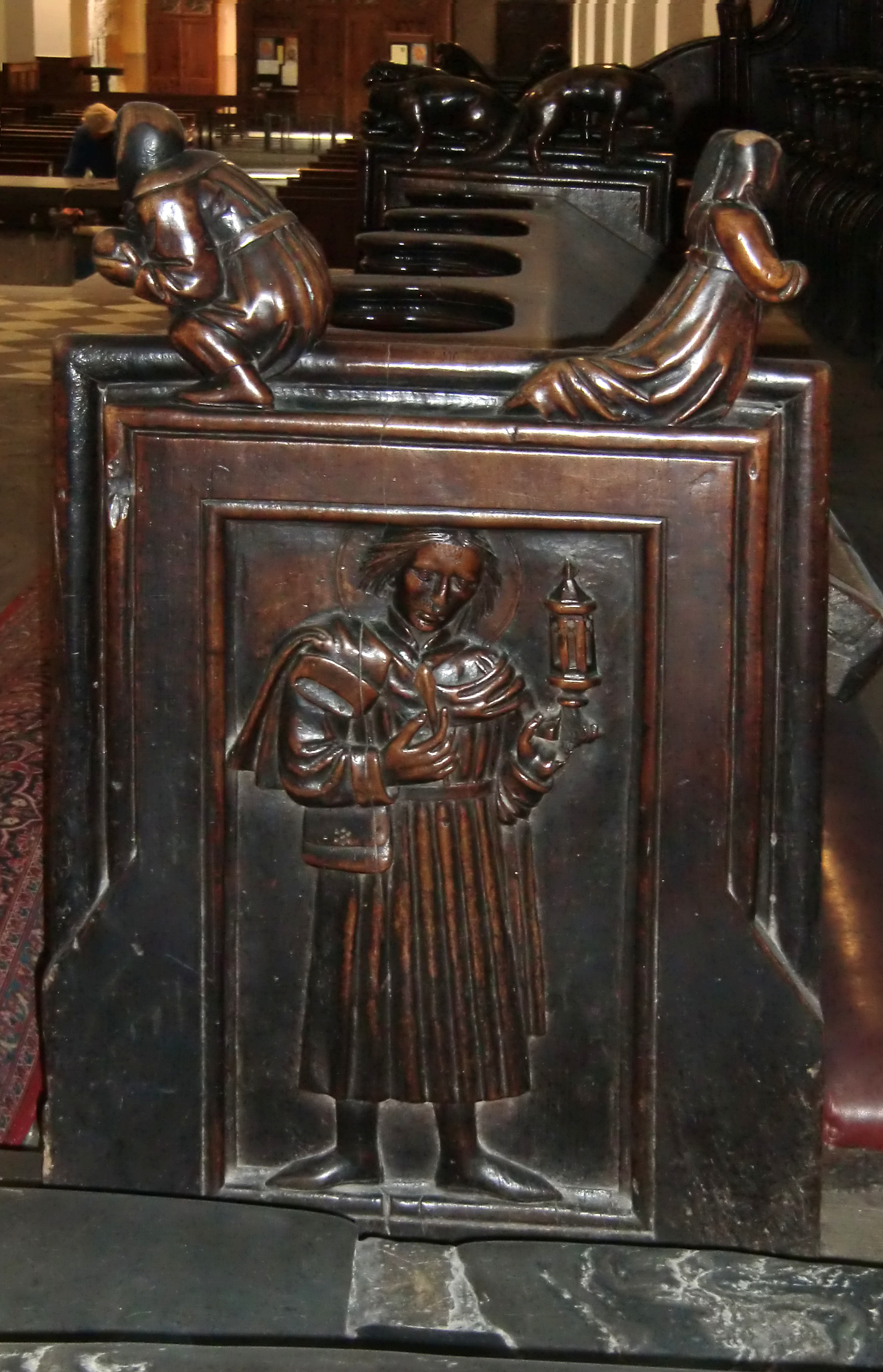
Particolare del coro della cattedrale di Aosta